# Eksport pośredni
Eksport pośredni – eksport polegający na sprzedaży przez producenta własnych wyrobów firmie zajmującej się eksportem. Dzięki temu działalność eksportowa producenta ogranicza się do postawienia towaru do dyspozycji pośrednika, a ten za odpowiednim wynagrodzeniem przejmuje na siebie koszty i ryzyko jego dalszej dystrybucji.